# 向子諲
向子諲（1085年—1152年），字伯恭，號薌林居士，祖籍开封，临江人。宋朝官员、词人。

## 生平
他是向敏中玄孙。元豐八年出生。宋哲宗元符三年（1100年）以恩蔭補假承奉郎，三迁至开封府咸平县知县，后停官。宣和初，复官，除江、淮发运司主管文字、淮南转运判官。宣和七年，入为右司员外郎，不就，以直秘阁为京畿转运副使，不久兼发运副使。
建炎南渡初，向子諲力主抗金，曾因与主战派大臣李纲友善而遭到权臣黄潜善排挤。李纲罢相，向子湮也落职。宋高宗建炎二年，向子諲任知潭州（今长沙太守），建炎三年金兵围潭州，子諲率军民坚守八日。率军民击退围困长沙的金兵。同时代的诗人陈与义的《早春》中，对其事迹进行了赞扬：“稍喜长沙向延阁，疲兵敢犯犬羊锋。”
绍兴年间，向子諲官至户部侍郎，以徽猷阁直学士知平江府事，其后，因坚决反对与金国议和，遭到秦桧等当权投降派的嫉恨，被罢官落职，以徽猷阁学士、右中奉大夫致仕，晚年遂闲居于临江（今江西清江縣）直至二十三年三月去世。七月，葬于临江军清江建安乡之金泽，赠右正奉大夫。

## 家族
- 曾祖：向传范，汝州观察使、赠太尉，谥号惠节
- 曾祖母：赵氏，万年郡主
- 曾祖母：徐氏，东海郡君
- 祖：向绘，太子右赞善大夫、赠正奉大夫
- 祖母：曹氏，硕人
- 祖母：李氏，太硕人
- 父：向宗明，終官武德大夫、累贈沂州防禦使、耀州观察使
- 母：李氏，永国太夫人
- 妻：范氏，累封安康郡太夫人
  - 子：向洛，右朝奉郎
  - 子：向澹，左承议郎
  - 子：向浯，右通直郎
  - 子：向□，早卒
  - 子：向□，早卒
  - 子：向□，早卒
  - 子：向□，早卒
  - 女：向氏，适右承议郎刘长福
  - 女：向氏，适右從事郎吴谦
  - 女：向氏，适右宣教郎黄挟
  - 女：向氏，适承务郎陈延世
  - 女：向氏
  - 女：向氏
  - 女：向氏
- 孙：向士伯，将仕郎
- 孙：向士虎，将仕郎
- 孙：向士彪
- 孙：向士叔
- 孙女：向氏，适进士韩籲
- 孙女：向氏，适右迪功郎刘荀
- 孙女：向氏，适将仕郎韦相
- 孙女：向氏，
- 孙女：向氏
- 孙女：向氏
- 孙女：向氏

## 艺术成就
向子諲被认为是南渡诗人中的优秀代表，是南宋爱国词的先驱。他的词代表作有《阮郎归·绍兴乙卯大雪行鄱阳道》、《水龙吟·绍兴甲子上元有怀京师》等。著有《酒边词》二卷，另著有《向芗林文集》，今已佚。现存诗3首，词176首。

## 延伸阅读
[在维基数据编辑]
 《宋史/卷377》，出自脱脱《宋史》